# Hemidactylus turcicus
Il geco verrucoso (Hemidactylus turcicus (Linnaeus, 1758)) è un sauro della famiglia dei Gekkonidi, diffuso sulle coste del mediterraneo.

## Descrizione

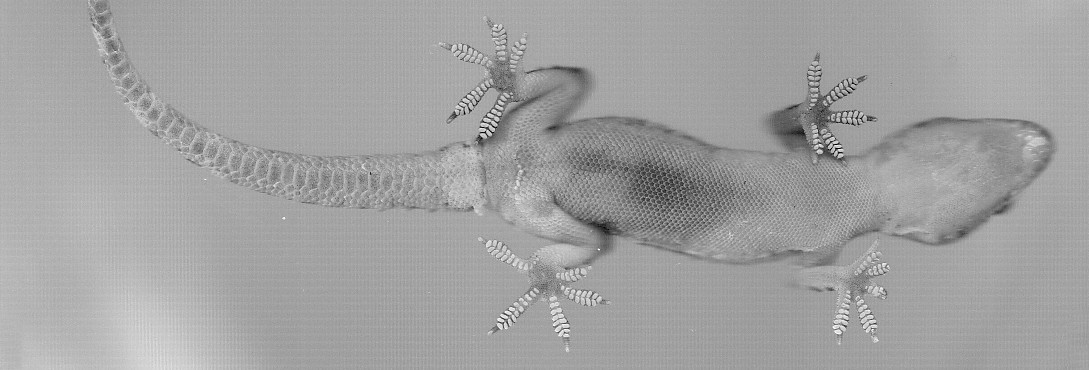
Visione ventrale di un geco verrucoso che mette in evidenza le strutture lamellari sotto le dita

Rispetto al geco comune, da cui si può facilmente distinguere perché possiede un artiglio al termine di ogni dito, è più piccolo e slanciato, infatti raggiunge al massimo i 10–12 cm.
Il corpo è grigio-rosato con macchie marroni ed i tubercoli sono giallo pallido; l'addome è biancastro.
La coda, in particolare nei giovani, ha una livrea ad anelli neri e bianchi alternati.

Come la maggior parte dei gechi ha una struttura lamellare sulla parte inferiore delle falangi che gli permette di arrampicarsi agilmente aderendo alle pareti.

## Biologia

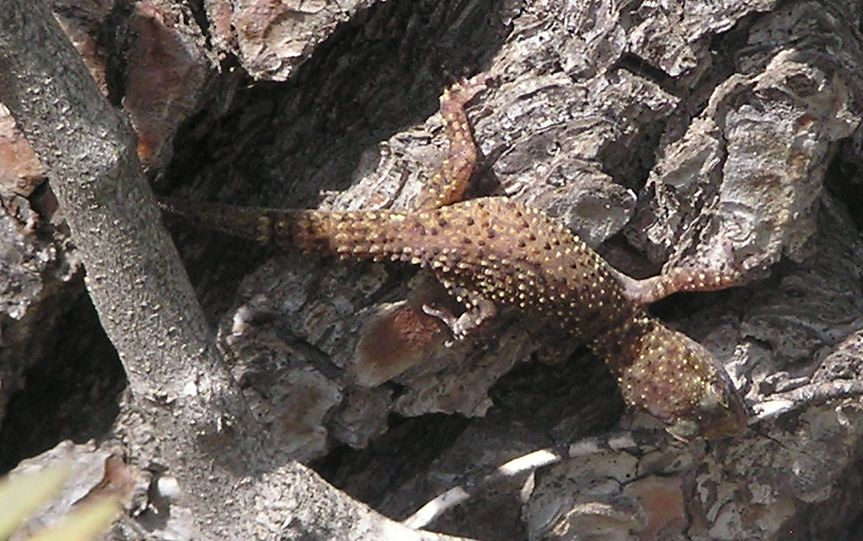
Un Geco verrucoso su di una corteccia

Questo geco ha l'abitudine di alzare la coda verso l'alto quando si sente minacciato, il che attira i predatori sull'estremità che può essere amputata volontariamente per autotomia.
Se catturati possono emettere un sibilo.
Il geco verrucoso emette un peculiare suono acuto, simile al pigolio o al cinguettio di un uccello, possibilmente allo scopo di marcare il territorio.
Se condivide lo stesso ambiente con la Tarentola mauritanica, tende a vivere più in basso sui muri o le rocce.
È un sauro prevalentemente notturno anche se nei luoghi più freddi esce allo scoperto all'alba o al crepuscolo per riscaldarsi con il leggero tepore dei raggi solari di queste ore. Uno studio in Portogallo ha mostrato come il picco di attività sia intorno alle 2 di notte.
Sono insettivori e cacciano piccoli insetti ed aracnidi, come falene e scarafaggi, e sono attratti dalle luci esterne in cerca di tali prede. Sono attratti anche dal richiamo del grillo Gryllodes supplicans, anche se i maschi sono di solito al sicuro in rifugi. I grilli femmina, invece, attratti dal richiamo del maschio possono essere intercettati e mangiati.
Le pupille sono verticali ed il muso è arrotondato. Il corpo è ricoperto da piccoli tubercoli arrotondati.
Possiedono 5 dita per zampa.

### Riproduzione
La maturità sessuale è raggiunta intorno ai sei mesi di vita.
L'accoppiamento avviene dopo il letargo invernale e dopo alcune settimane vengono deposte una o due uova in anfratti di muri, rocce o alberi, oppure tra le foglie marcescenti.
Le femmine possono deporre fino a tre volte all'anno.
Le uova misurano circa 12 mm in lunghezza e 10 mm in larghezza e si schiudono dopo 6-12 settimane d'incubazione. 
I piccoli alla nascita misurano circa 4 cm di lunghezza ed hanno una pelle molto delicata e di un colore rosato che lascia intravedere la sacca degli organi interni.

## Distribuzione e habitat
Il suo areale originario comprende le coste del bacino del Mediterraneo.
Si trova in Portogallo meridionale, Spagna, Francia, Italia, Marocco, Algeria, Tunisia, Libia, Egitto, Albania, Grecia, Malta, Croazia, Montenegro, Slovenia, Bosnia ed Erzegovina, Turchia, Cipro, Israele,    Libano, Giordania, Siria e Arabia Saudita.
È stato introdotto in alcuni paesi del Nuovo Mondo, ovvero Stati Uniti, Cuba, Porto Rico, Messico e Panama e nelle Isole Canarie.
In Italia è presente in Sicilia ed isole satelliti, in Sardegna, nell'arcipelago toscano e nelle altre isole tirreniche.
Nella penisola si trova in Liguria, Toscana, Lazio, Umbria, Campania, Basilicata, Calabria, Puglia, nella laguna di Venezia, sulla costa presso Trieste, nelle Marche, costa abruzzese e nell'area del Delta del Po.
Pare introdotto anche in Yemen, nell'arcipelago di Socotra, Somalia, Eritrea, Kenya, Iran, Iraq, Oman, Pakistan, India.
In molte parti del mondo, le aree di diffusione di H. turcicus sono in aumento.
Frequenta alberi, zone rocciose, zone costiere, muretti a secco, aree urbane, giardini e zone rurali.

## Tassonomia
Sono note le seguenti sottospecie:
- H. t. spinalis Buchholz, 1954
- H. t. turcicus Linnaeus, 1758
- H. t. lavadeserticus Moravec & Böhme, 1997